# Мужчине живётся трудно. Продолжение
«Мужчине живётся трудно. Продолжение» (яп. 続・男はつらいよ, дзаку отоко-ва цурай ё; другое название — «Любящая мать Тора-сана»; англ. Tora-San's Cherished Mother (Tora-San, Part 2)) — комедия режиссёра Ёдзи Ямады, вышедшая на экраны в 1969 году. Второй фильм популярного в Японии киносериала о Тора-сане — эксцентричном, находчивом, всегда весёлом бродяге, постоянно попадающем в различные нелепые ситуации. Фильм номинировался на кинопремию «Кинэма Дзюмпо», однако по результатам голосования занял лишь 9 место.

## Сюжет
Через несколько месяцев после того как он покинул родные места, Торадзиро Курума (или в просторечье — Тора-сан) возвращается в Кацусику, один из беднейших районов Токио, с которым его связывают воспоминания о детстве и близких. Здесь его встречают любящая сестричка, родившая за время его отсутствия ребёнка, и дядя с тётей. И хотя в прошлый приезд Тора-сана стоил им много нервов, гостеприимные родственники уговаривают его остаться. Однако Торадзиро настаивает на том, что визит его будет кратковременным, ибо сам понимает, что его появления в этом доме всегда связаны с множеством хлопот (как это было, например, в первом фильме серии). Так, после краткого визита, он покидает своих родных, чтобы опять вернуться к уже привычному для него бродячему образу жизни.
На железнодорожной станции Тора-сан случайно встречается со своим преподавателем, а ныне английским профессором Цубоути и его прекрасной дочерью Нацуко, которая была первой любовью в дни его юности. Нацуко становится новым объектом привязанности бродяги.
Тора-сан узнаёт, что его настоящая мать — гейша, у которой был лишь краткий роман с его отцом, до сих пор жива, а не умерла, как считалось ранее. Учитель Цубоути и Нацуко убеждают Тора-сана в том, что он должен найти свою мать, оставившую его в младенчестве. Нацуко помогает ему в поисках, тем не менее, встреча с матерью в конечном итоге была далека от того, о чём он сначала желал. Его мать оказывается довольно грубой женщиной, которая управляет борделем в Киото.
Сердце Тора-сана разбито не только от встречи с матерью, но и от того, что его радужные мечты о любви с Нацуко не могут быть осуществимы. Торадзиро узнаёт, что она влюбилась в красавца-доктора, который врачевал его в больнице, куда он попал в результате одной из своих нелепых выходок. Дальнейшие сцены фильма носят несколько грустный оттенок, однако пафос разбивается смешной сценой, когда родные стараются избегать разговоров о его печалях, то и дело меняя тему разговора, а затем эта проблема всё же обсуждается, несмотря на все их усилия не расстраивать Торадзиро.
...В лентах серии «Мужчине живётся трудно» нет чёткой сюжетной линии. Да она, в сущности, и не важна здесь. Важен характер самого Торадзиро — симпатичная смесь разнообразных качеств... У Торадзиро есть что-то от рыцаря печального образа: как и Дон-Кихот, он благородный «странствующий рыцарь», живущий в окружении, где благородство и рыцарство стало анахронизмом.

## В ролях
- Киёси Ацуми — Торадзиро Курума (или Тора-сан)
- Тиэко Байсё — Сакура, его сестра
- Тётё Мияко — Окику, мать Тора-сана
- Ориэ Сато — Нацуко
- Цутому Ямадзаки — Фудзимура
- Гин Маэда — Хироси Сува
- Син Морикава — Тацудзо Курума, дядя Тора-сана
- Тисю Рю — священник
- Эйдзиро Тоно — Цубоути, учитель
- Итиро Дзайцу — Кандза
- Дайсаку Акино — Нобору Кавамата
- Акико Кадзами — Осуми

## Премьеры
- — национальная премьера фильма состоялась 15 ноября 1969 года в Токио[3].
- — премьера в США 1 июля 1970 года[3].

## О фильме
После небывалого кассового успеха фильма «Мужчине живётся трудно» в японском прокате, принёсшего фирме «Сётику» 100 млн иен продюсеры кинокомпании решили сделать его сиквел. Приступая к созданию ленты, его автор и режиссёр Ёдзи Ямада и не предполагал, что работа растянется на многие годы и будет снято ещё сорок с лишним серий, поэтому назвал второй фильм просто «Мужчине живётся трудно. Продолжение». Это уже потом, начиная с третьей киноленты каждая из них будет иметь свой индивидуальный подзаголовок: «Его нежная любовь», «О тоске по родине», «Любовная песня Торадзиро» и так далее. Данный, второй фильм киносериала получился у Ямады более грустным, лиричным, но также на ура был принят японской киноаудиторией и принёс доход ещё больший, чем первая лента — 120 млн иен.

## Награды и номинации
Премия журнала «Кинэма Дзюмпо» (1970)
- Номинация на премию за лучший фильм 1969 года, однако по результатам голосования занял лишь 9-е место.

Кинопремия «Майнити» (1970)
- Премия за лучшее исполнение главной мужской роли — Киёси Ацуми.
- Премия за лучшую режиссёрскую работу 1969 года — Ёдзи Ямада.

## Комментарии
1. ↑  Русское название «Любящая мать Тора-сана», встречающееся на некоторых русскоязычных сайтах в сети появилось от английского названия фильма в международном прокате — Tora-San’s Cherished Mother, однако в советском киноведении было принято упоминать о фильме в его переводе с японского оригинала